# Combate de Buenavista
El combate de Buenavista fue un enfrentamiento ocurrido el 18 de abril de 1880, en el marco de la Guerra del Pacífico, entre un destacamento de caballería chileno dirigido por el Coronel José Francisco Vergara, y las fuerzas del coronel Gregorio Albarracín en el valle de Sama, Provincia de Tacna, Perú.

## Antecedentes
El 1 de abril de 1880 se desarrolló el combate de Locumba, en que un destacamento de caballería chileno dirigido por Dublé Almeyda fue atacado sorpresivamente por Gregorio Albarracín. 
Dublé Almeyda y tres soldados consiguieron montar y evadirse hacia Moquegua, dejando ocho muertos chilenos y el resto prisioneros, los que fueron enviados a Tacna y luego La Paz. 
Por este hecho Dublé fue juzgado en un consejo de guerra, siendo finalmente absuelto.
Esto motivó la movilización de una columna chilena, de unos 600 soldados al mando del comandante José Francisco Vergara, con el objetivo de enfrentar a Albarracín, quien se encontraba armando a las poblaciones del interior contra los chilenos. 
El 10 de abril los chilenos parten a buscar a Gregorio Albarracín, pero no lo encuentran en Locumba. Se libran otros combates con las guerrillas locales. 
Albarracin se replegó hacia Mirave, unos 30 kilómetros al interior del valle, y de allí se dirigió hacia el sur, rumbo al Valle de Rio Sama.

## Desenlace
Albarracín reunió a los vecinos de Sama para enfrentar al Coronel Vergara, y el 18 de abril de 1880 se realiza el combate de Buenavista, en el mismo valle del río Sama.
Albarracín atacó a una avanzada chilena dirigida por el alférez Souper, quien se retiró del valle, para retornar con 450 hombres al mando de Tomás Yávar.
Entonces Albarracín se retiró a Tacna, dejando en el valle a los sameños, los que sin armamento, fueron diezmados en los pajonales de Sama.
La acción ocasionó la pérdida de 100 hombres muertos a Albarracín, y de 35 prisioneros. Albarracín logró retirarse a Tacna con solo 30 hombres.
Solo a 3 kilómetros al sur de Buenavista se concentrará algunas semanas después el ejército chileno, en el llamado campamento de Las Yaras, previo a la batalla de Tacna.